# رمون مارتن
رمون مارتن (فرانسوی: Raymond Martin‎؛ زادهٔ ۲۲ مهٔ ۱۹۴۹) دوچرخه‌سوار اهل فرانسه است.
از باشگاه‌هایی که در آن رکاب زده‌است می‌توان به تیم دوچرخه‌سواری مرسیه اشاره کرد.